# Four Roses

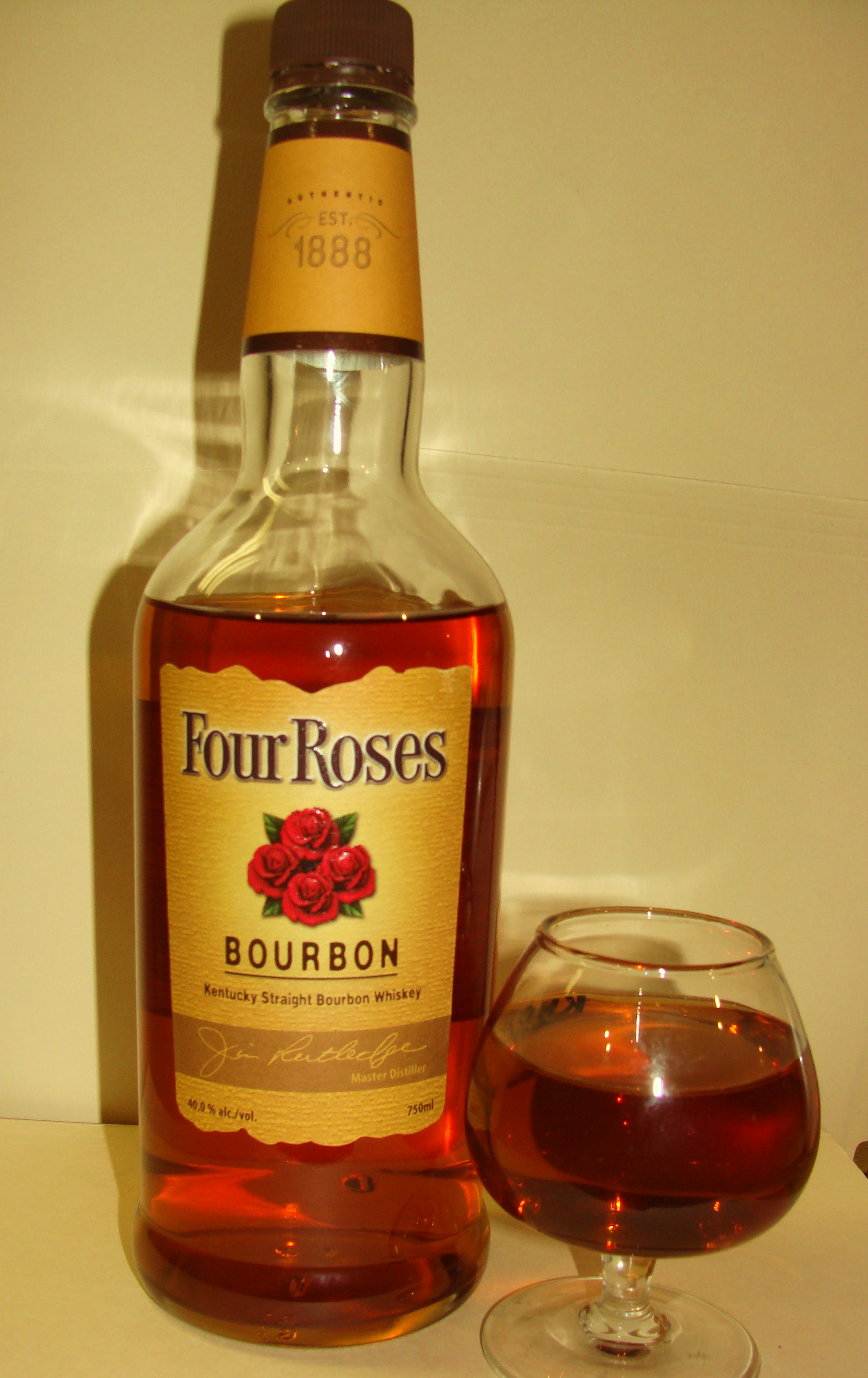
Butelka Four Roses

Four Roses – whiskey typu bourbon destylowana w Lawrenceburgu w stanie Kentucky od roku 1888. Marka stanowi własność Kirin Brewery Company Ltd.